# Catamelas
Catamelas é um gênero de traça pertencente à família Arctiidae.